# جمعية اليمنيين
جمعية اليمنيين (بالعبرية: התאחדות התימנים) كان حزب سياسي في إسرائيل.

## التاريخ
تأسس الحزب من قبل اليهود اليمنيين في عام 1923. شارك في أول انتخابات في إسرائيل في عام 1949 وحصل على 53 صوتا وفاز بمقعد واحد وهو لزكريا غلوسكا.
على الرغم من تدفق اليهود اليمنيين إلى البلاد التي عجلت عملية البساط السحري فإن الجسر الجوي الجماعي لليهود إلى إسرائيل من اليمن في 1949-50 فشل الحزب في جذب ناخبين جدد وفاز مرة أخرى بمقعد واحد فقط في انتخابات عام 1951 وعلى الرغم من هذا الوقت تعرض للضرب عتبة الانتخابية من قبل أكثر من ألف صوت. فاز بالمقعد شمعون غاريدي.
في 10 سبتمبر 1951 تم دمج الحزب في الحزب الصهيوني العام. في 26 يونيو 1955 أعلن غاريدي أنه انفصل عن حزب الصهاينة العام لإصلاح الحزب ولكن كانت خطوة غير معترف بها من قبل لجنة مجلس النواب.
خاض الحزب انتخابات 1955 بشكل مستقل ولكن لم يفز بمقعد. خاض انتخابات عام 1959 وفاز 1,711 صوتا، 1973 (3,195 صوت)، و1988 (909 صوتا)، لكنه فشل في عبور العتبة الانتخابية.
أدى الاندماج في وقت لاحق بين الحزب الصهيوني العام والحزب التقدمي إلى تشكيل الحزب الليبرالي والذي أصبح ثالث أكبر حزب في الكنيست في انتخابات عام 1961. الحزب الليبرالي تحالف مع حزب حيروت لتشكيل حزب غاهال الذي أصبح في نهاية المطاف حزب الليكود.